# Hervé Moreau
Scènes principales
Opéra national de Paris
Hervé Moreau, né en 1977 à Saint-Mandé, située à six kilomètres à l'est de Paris, est un danseur français. Il est étoile du Ballet de l'Opéra national de Paris.

## Les débuts
Élevé avec deux frères à Bordeaux, Hervé Moreau commence la danse en 1982, à l'âge de cinq ans.
En 1989, après avoir vu le « Ballet of the 20th Century » de Maurice Béjart avec Jorge Donn dansant le Boléro, Hervé Moreau entre à l'école de danse de l'Opéra national de Paris.

## Dans le ballet de l'Opéra de Paris
Après avoir parcouru toutes les classes de l'école de danse, Hervé Moreau est engagé dans le corps de ballet en 1995. 
Il est passé quadrille en 1996, coryphée en 1999, sujet en 2001, puis atteint le grade de premier danseur en 2002, grâce à la mazurka d’Études d'Harald Lander et une variation tirée d’Others Dances de Jerome Robbins.
Le premier grand rôle de Hervé Moreau sur la scène de l'Opéra Garnier est celui de Siegfried dans Le Lac des cygnes, le 2 octobre 2002, alors qu'il n'est encore que simple sujet ; il danse aux côtés de Marie-Agnès Gillot et de Yann Saïz. C'est l'un des danseurs favoris de John Neumeier, qui le choisit régulièrement lors des reprises de ses œuvres par l'Opéra de Paris : il est ainsi distribué dans Le Songe d'une nuit d'été, La Dame aux Camélias, La Troisième Symphonie de Mahler et Sylvia.
Il danse également dans les œuvres de Sasha Waltz, Serge Lifar et William Forsythe.

## Danseur étoile
Hervé Moreau est nommé étoile le 3 mars 2006, à l'issue d'une représentation de La Bayadère.
Il retrouve la scène durant la saison 2008-2009, après une sérieuse blessure au genou en 2006, lors de la première de La Dame aux Camélias et une absence d'environ deux ans, mais rechute malheureusement en juillet 2009 : la représentation de La Bayadère qu'il donnait à l'occasion d'une tournée de l'Opéra de Paris en Australie doit être interrompue avant la fin. Un temps annoncé en décembre 2010 pour interpréter le rôle-titre d'Apollon musagète, ses retrouvailles avec la scène font l'objet d'un nouveau report.
En décembre  2011, son retrait de l'Opéra National de Paris en tant que danseur est de nouveau annoncé mais il revint malgré tout dans le rôle de Roméo dans la version très épurée de Roméo et Juliette de Sasha Waltz aux côtés d'Aurélie Dupont où il se fait particulièrement remarquer.

## Style
Hervé Moreau est souvent décrit comme un danseur romantique par excellence et a développé durant de nombreuses années un partenariat privilégié avec Isabelle Ciaravola. Il enflamme réellement le public par son éclat, sa facilité, et l'élégance d'un style à la danse large, aisée et souple.

## Saison 2014-15
Le 23 janvier 2015, lors d'une émission du « Grand Échiquier sur France 2, Hervé Moreau interprète aux côtés d'Aurélie Dupont « Together alone » de Benjamin Millepied.

## Récompenses
- 2002 : Prix de l'AROP conjointement à Emilie Cozette
- 2006 : Prix Benois de la danse pour son rôle dans La Dame aux camélias

## Répertoire
- Casse-noisette : le père
- Le Lac des cygnes : un danseur espagnol, pas de trois, Siegfried
- La Bayadère : un soliste indien, Solor
- La Belle au bois dormant : pas de cinq des Pierres Précieuses, un prince
- Raymonda : le danseur espagnol, Bernard
- Le Songe d'une nuit d'été : Lysandre
- Notre-Dame de Paris : Phoebus
- Don Quichotte : Espada
- Sylvia : Aminta
- Joyaux : Émeraude, Diamant
- Ivan le Terrible : Kourbski
- Roméo et Juliette : Roméo
- La Dame aux camélias : Armand
- Proust ou les Intermittences du cœur : St Loup, Proust
- Onéguine : Onéguine

## Filmographie
- Proust ou les Intermittences du cœur, avec Mathieu Ganio, Manuel Legris et les danseurs de l'Opéra de Paris